# Marcinkowice (powiat kazimierski)
Marcinkowice – wieś sołecka w Polsce położona w województwie świętokrzyskim, w powiecie kazimierskim, w gminie Kazimierza Wielka.
| SIMC    | Nazwa      | Rodzaj    |
| ------- | ---------- | --------- |
| 0241910 | Stara Wieś | część wsi |

Wieś usytuowana w powiecie proszowickim województwa krakowskiego oraz przynależała do parafii Kościelec w końcu XVI wieku. 
W latach 1975–1998 miejscowość należała administracyjnie do województwa kieleckiego.